# علم الأورام الشيخوخي
علم الأورام الشيخوخي أو طب الأورام الشيخوخي أو علم/طب أورام المسنين هو فرع من فروع الطب يهتم بتشخيص وعلاج السرطان لدى كبار السن، وعادة ما يتم تعريفهم بأنهم من سن 65 عامًا أو أكبر. يدمج هذا التخصص الفرعي الصغير والمهم بشكل متزايد الاحتياجات الخاصة لكبار السن في علاج السرطان.
في السنوات القليلة الماضية، تلقى هذا التخصص الفرعي الكثير من الاهتمام. نسبة كبيرة من سكان البلدان المتقدمة يتقدمون في السن. في الولايات المتحدة، سيكون 20٪ من السكان أكبر من 65 عامًا بحلول عام 2030. سيكون أولئك الذين تبلغ أعمارهم 85 عامًا أو أكبر هم المجموعة الأسرع نموًا.ويتفاقم هذا بسبب حقيقة أن غالبية مرضى السرطان سيكونون في هذه الفئة العمرية. العمر في حد ذاته هو أحد أهم عوامل الخطر للإصابة بالسرطان. حاليًا، تحدث 60٪ من الأورام الخبيثة التي تم تشخيصها حديثًا و70٪ من وفيات السرطان لدى الأشخاص الذين تبلغ أعمارهم 65 عامًا أو أكبر. ترتبط العديد من أنواع السرطان بالشيخوخة؛ وتشمل هذه سرطانات الثدي والقولون والمستقيم والبروستات والبنكرياس والرئة والمثانة والمعدة. ولأن معظم مرضى السرطان غير الأطفال هم من كبار السن، فهناك مقولة مفادها أن جميع أطباء الأورام الذين ليسوا أطباء أورام الأطفال هم أطباء أورام كبار السن.

## وصلات خارجية
- SIOG - International Society of Geriatric Oncology or Société Internationale d'Oncologie Gériatrique
- Management of Cancer in the Elderly
- Boston medical center Fellowship in Geriatric Oncology نسخة محفوظة 23 سبتمبر 2015 على موقع واي باك مشين..
- Hackensack University Medical Center Geriatric Oncology Division
- Cleveland Clinic, Geriatric oncology clinic نسخة محفوظة 4 أكتوبر 2011 على موقع واي باك مشين.
- University of Chicago Medical Center Geriatric Oncology Clinic
- World oncology network, Geriatric oncology
- AACR Task Force on Aging and Cancer نسخة محفوظة 22 فبراير 2013 على موقع واي باك مشين.